# Eucalyptus lateritica
Eucalyptus lateritica är en myrtenväxtart som beskrevs av Murray Ian Hill Brooker och S. Hopper. Eucalyptus lateritica ingår i släktet Eucalyptus och familjen myrtenväxter. Inga underarter finns listade i Catalogue of Life.